# Sistema de votação

Sistema eleitoral utilizado para eleger a câmara baixa (parlamento) por país.
Sistema maioritário
Escrutínio uninominal maioritário em uma volta
Escrutínio uninominal maioritário em duas voltas
Voto alternativo
Escrutínio maioritário plurinominal ou misto maioritário uninominal e plurinominal
Escrutínio de lista maioritária ou misto maioritário uninominal e maioritário de lista
Sistema semiproporcional
Voto único não transferível
Voto cumulativo modificado
Escrutínio binominal
Sistema proporcional
Escrutínio proporcional plurinominal
Escrutínio a voto único transferível
Sistema misto
Escrutínio proporcional com bonificação para a lista à cabeça
Sistema misto com compensação (escrutínio maioritário uninominal em uma volta e proporcional plurinominal)
Sistema misto com compensação (escrutínio maioritário uninominal em duas voltas e proporcional plurinominal)
Sistema misto sem compensação (escrutínio maioritário uninominal em uma volta e proporcional plurinominal)
Sistema misto sem compensação (escrutínio maioritário uninominal em duas voltas e proporcional plurinominal)
Sistema misto sem compensação (escrutínio maioritário plurinominal ou de lista e proporcional plurinominal)
Sistema misto sem compensação (voto único não transferível e proporcional plurinominal)
Outros
Métoto de Borda modificado
Sem eleições diretas
Sem informações

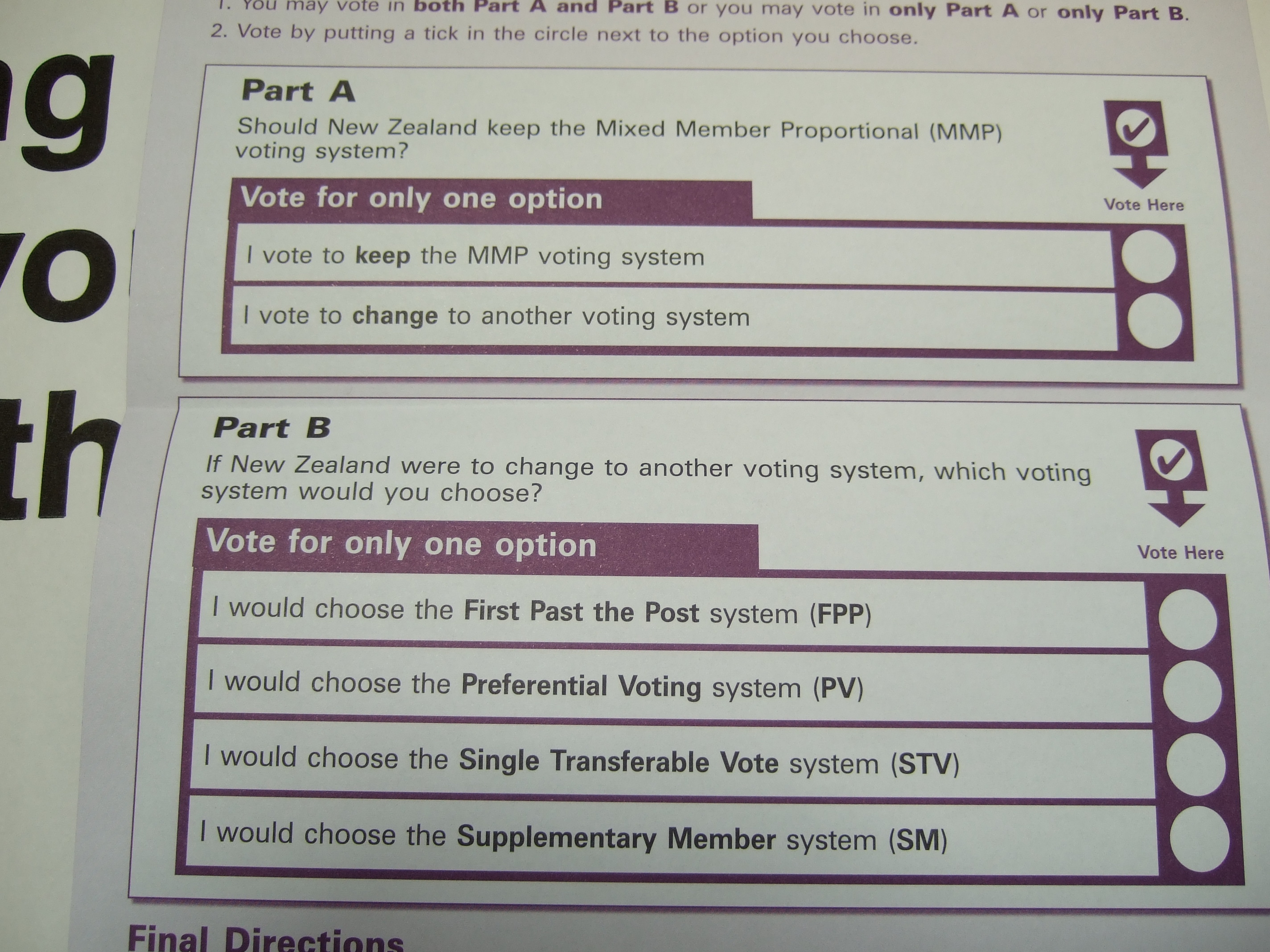
Cédula de votação no referendo sobre o sistema de votação na Nova Zelândia em 2011.

Um sistema de votação ou sistema eleitoral é o meio de escolha entre um certo número de opções, baseado na entrada de um certo número de votos. A votação é, talvez, mais conhecida pelo seu uso em eleições, onde candidatos políticos são selecionados para a administração pública. Votações também podem ser usadas para a escolha em premiações; para selecionar um entre diferentes planos de ação; ou para um programa de computador determinar a solução de um problema complexo. A votação se diferencia do consenso.
Um sistema de votação consiste nas regras de como os votantes podem expressar seus desejos, e como esses desejos são agregados para se obter um resultado final. O estudo de sistemas de votação formalmente definidos é chamado teoria das votações, um ramo da ciência política, economia ou matemática. A teoria das votações começou no século XVIII e tem produzido diversas propostas de sistemas de votação.
A maioria dos sistemas de votação é baseada na regra da maioria, ou seja, o princípio de que deve ser satisfeita a opinião apoiada por mais da metade dos votantes. Dada a simplicidade da regra da maioria, aqueles que não estão familiarizados com a teoria das votações são, frequentemente, surpreendidos com a variedade de sistemas de votação existentes, ou com o fato de que os sistemas de votação mais populares podem produzir resultados não pretendidos pela maioria dos votantes. Se toda eleição tivesse apenas duas escolhas, o vencedor seria determinado usando somente a regra da maioria. Contudo, quando há três ou mais opções, pode ser que nenhuma opção seja preferida pela maioria. Diferentes sistemas de votação podem ter diferentes resultados, particularmente nos casos onde não há uma clara preferência da maioria. Então, a escolha do sistema eleitoral é um componente importante de um governo democrático.

## Aspectos dos Sistemas de Votação
Um sistema de votação especifica a forma de cédula; o conjunto de votos permitidos; e o método de mensuração, um algoritmo para determinar o resultado. Esse resultado pode conter um único vencedor, ou pode envolver múltiplos vencedores como em uma eleição para um corpo legislativo. O sistema de votação pode, também, especificar como o poder de voto está distribuído entre os votantes, e como os votantes estão divididos em distritos eleitorais, cujos votos são contados independentemente.
A implementação real de uma eleição geralmente não é considerada parte do sistema de votação. Por exemplo, ainda que um sistema de votação especifique a cédula abstratamente, ele não especifica se a cédula fisicamente falando é na forma de papel, um cartão perfurado ou uma tela de computador. Um sistema de votação também não especifica como os votos serão mantidos secretos, como verificar se os votos são contados acuradamente, ou quem está apto para votar. Esses são aspectos concernentes aos sistemas de eleição.

### A Cédula

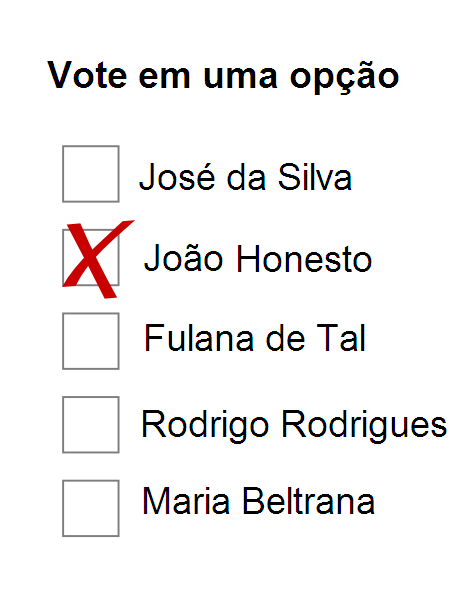
Em uma simples cédula de votação plural, espera-se que o votante selecione apenas uma marca.

Diferentes sistemas de votação têm diferentes formas de permitir, ao indivíduo, expressar seu voto. Na cédula ordenada ou sistemas de votação por preferência como a votação com turnos instantâneos e  a contagem de Borda, os votantes ordenam a lista de opções do mais ao menos preferido. Em votação por nota, os votantes avaliam cada opção separadamente em uma escala. Na votação plural (também conhecida como first-past-the-post - o primeiro a ultrapassar a marca), os votantes selecionam apenas uma opção, enquanto na votação por aprovação, eles podem selecionar tantos quanto quiserem. Em sistemas como a votação cumulativa, os votantes podem votar no mesmo candidato múltiplas vezes.

### Peso dos Votos
Muitas eleições estão firmadas na ideal de "uma pessoa, um voto", significando que todo voto deve ser contado com peso igual independentemente do votante. Isso não é verdadeiro para todas as eleições, todavia. Em eleições de empresas, por exemplo, usualmente o peso dos votos varia de acordo com a quantidade de ações de cada votante na companhia, mudando o mecanismo para "para cada parte, um voto".
Os votos também podem adquirir pesos diferentes por outras razões, como o aumento do peso de votação para os membros hierarquicamente superiores numa organização. Um caso especial é o voto de desempate, que pode valer ou não como voto comum; se ele não atua como um voto comum, então ele efetivamente tem um voto com menos peso que um voto comum. Um exemplo bem conhecido é o do Senado dos Estados Unidos, onde o Vice-presidente dos Estados Unidos não tem um voto comum, mas vota somente para desempatar. Empates eleitorais também podem ser resolvidos por outros métodos de desempate, como lançar uma moeda.
Peso do voto não é a mesma coisa que poder de voto. Em situações onde todos os eleitores possuem voto com o mesmo peso (por exemplo, partidos políticos em um parlamento), o poder de voto mede a habilidade do grupo de mudar o resultado de uma votação. Os grupos podem formar coligações para maximizar seu poder de voto.

### Status Quo
Alguns sistemas de votação possuem seus próprios limitesː por exemplo, se uma supermaioria é requerida para mudar o status quo. Um caso extremo disso é a unanimidade, onde a mudança do status quo requer o apoio de todos os membros da votação.
Um mecanismo diferente que favorece o status quo é a exigência de um quórum, que garante que o status quo permaneça se não há votantes suficientes. Os requisitos de quórum, frequentemente, dependem somente do número total de votantes ao invés da quantidade de votos para a opção vencedora; contudo, isso pode, às vezes, encorajar votantes dissidentes de ausentar-se da votação para prevenir a existência do quórum.

### Distritos Eleitorais
Frequentemente, o objetivo de uma eleição é escolher um corpo legislativo feito de múltiplos vencedores. Isso pode ser feito pela execução de uma única eleição e escolher os vencedores do mesmo conjunto de votos, ou pela divisão dos votantes em distritos eleitorais que tem diferentes opções e eleger diferentes vencedores.
Alguns países, como Israel, preenchem todo o seu parlamento usando um único distrito com múltiplos vencedores, enquanto outros, como a Índia ou os Estados Unidos ou o Reino Unido, admitem apenas eleições de vencedor único. Em alguns sistemas, como o sistema de membros adicionais, agrupam distritos menores em porções maiores.
O meio em que os distritos são criados e preenchem vagas pode afetar dramaticamente os resultados. A redistribuição da representação em parlamentos entre estados, regiões ou distritos eleitorais maiores, normalmente é feita pela mudança da quantidade de habitantes obtidas em um censo. A alteração dos limites de um distrito também pode ocorrer. Esses dois processos são politicamente controversos devido às possibilidades de isso ser feito injustamente, com distribuições diferentes da quantidade de votos para cada distrito, ou a manipulação das fronteiras distritais com interesses políticos.

### Nenhum dos Anteriores
Em todos estes sistemas existe a possibilidade de incluir uma opção para votar contra o preenchimento do lugar. Isto é implementado em vários sistemas, por vezes através do estabelecimento de um limite que os candidatos vencedores devem ultrapassar, outras vezes através da introdução de um candidato teórico "Nenhum dos Anteriores" na corrida, que pode ser explícito ou implícito, sob a forma de voto em branco.

## Considerações a Ter em Conta para Criar um Bom Sistema de Votação

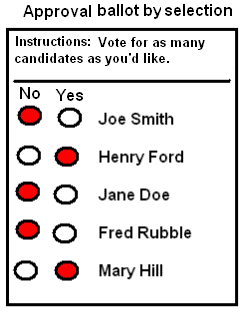
Sistema de voto por aprovação.

É impossível criar um sistema "perfeito" porque algumas das características que fazem um bom sistema são contraditórias. Por exemplo, se um candidato for muito popular entre algumas pessoas e muito impopular entre as restantes, ele será melhor ou pior do que um candidato universalmente aceito sem entusiasmo? Diferentes sistemas de votação traçam linhas divisórias em diferentes sítios. Estas são algumas das considerações a ter em conta ao criar e avaliar um sistema de votação:
- Proporcionalidade
- Potencial para o voto tático
- Aceitabilidade das escolhas
- Popularidade das escolhas
- Simplicidade

## Métodos de Vencedor Único
Os sistemas de vencedor único podem ser classificados no tipo de cédulas que usam. Os sistemas de votação binários são aqueles em que um votante pode aceitar ou não em um dado candidato. Em sistema se votação ordenados, cada votante dispõe os candidatos em ordem de preferência. Nos sistemas de votação por nota, os votantes dão uma nota para cada candidato.

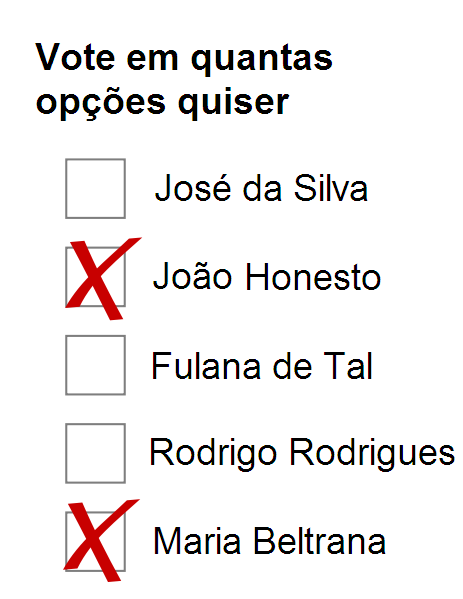
Na cédula para aprovação, o votante pode votar em qualquer número de opções.

### Métodos de Votação Binários
O método de votação de candidato único que prevalece, de longe, é o de plural (também chamado "o primeiro a passar a marca", "maioria relativa", ou "ganhador toma tudo"), em que cada votante vota em uma escolha, e a escolha que recebe mais votos vence, ainda que receba menos que a maioria dos votos.
A votação por aprovação é outro método binário, onde os votantes podem votar em tantos candidatos quiserem. A escolha que receber mais aprovações vence.
Os métodos de múltiplos turnos adotam diversas rodadas de votação plural para garantir que o vencedor é eleito pela maioria. A votação com dois turnos, o segundo mais comum método usado em eleições, há um segundo turno entre os dois candidatos mais votados se não houver maioria no primeiro. Nas eleições com votação com eliminação por turno, o candidato menos votado é eliminado até que haja uma maioria. Na eleição com votação com turnos exaustivos, nenhum candidato é eliminado, a votação é simplesmente repetida até que haja uma maioria.
A cédula aleatória é um método em que cada votante vota em uma opção, e uma única cédula é selecionada ao acaso para determinar o vencedor. Esse é mais usado como desempate para outros métodos.

### Métodos de Votação Ordenados

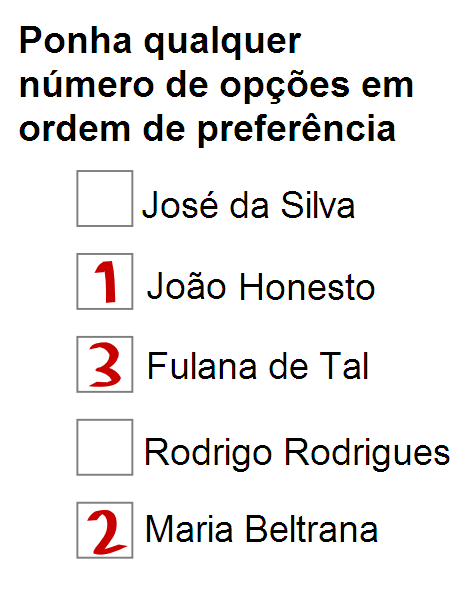
Em uma cédula ordenada típica, o votante é instruído a colocar os candidatos em ordem de preferência.

Também conhecidos como métodos de votação preferencial, esses métodos permitem que cada votante disponha os candidatos em ordem de preferência. Frequentemente não é necessário ordenar todos os candidatos: candidatos sem ordem são normalmente considerados no último lugar. Alguns métodos de ordenação também permitem aos votantes dar a vários candidatos a mesma posição.
O método mais comum de votação ordenada é a votação com turnos instantâneos (IRV), também conhecida como "voto alternativo" ou simplesmente "votação preferencial", que usa as preferências dos votantes para simular uma eleição com múltiplos turnos. Como os votos têm ordenação, a opção com menos votos em primeiro lugar é eliminada. Em sucessivas rodadas de contagem, o voto é transferido para a próxima opção do votante que ainda estiver disponível. A opção menos preferida é eliminada da contagem até que haja um vencedor pela maioria, com todas as cédulas consideradas em toda rodada de contagem.
A contagem de Borda é um método de votação ordenada relativamente simples em que as opções recebem pontos baseadas em sua posição em cada cédula. Os métodos semelhantes a esse são chamados sistemas de votação posicional.
Outros sistemas de votação ordenados incluem o método de Coombs, a votação suplementar, o voto único transferível, e a votação de Bucklin, assim como métodos específicos listados abaixo.

#### Métodos de Condorcet
Os métodos de Condorcet, ou métodos de paridade, são uma classe de métodos de votação ordenada que seguem o critério de Condorcet. Esses métodos comparam todo par de opções, e a opção que supera toda outra opção é a vencedora. Uma opção supera outra opção se a maioria dos votos a ordena em posição melhor nas cédulas do que a outra opção.
Esses métodos são frequentemente referidos coletivamente como métodos de Condorcet, porque o critério de Condorcet garante que todos eles dão o mesmo resultado na maioria das eleições, onde existir um vencedor de Condorcet. As diferenças entre os métodos de Condorcet ocorrem em situações onde nenhuma opção supera todas as outras, implicando que existe um ciclo de opções que superam umas as outras, chamado de paradoxo de Condorcet ou conjunto de Smith. Considerando um método de Condorcet genérico como sendo um método abstrato que não resolve esses ciclos, as versões específicas de métodos Condorcet que selecionam os vencedores caso não exista um vencedor de Condorcet são chamadas métodos de completação de Condorcet.
Uma versão simples de Condorcet é o minimax: se nenhuma operação supera todas, a opção que é superada por menos votos na pior superação vence. Outro método simples é o método de Copeland, em que o vencedor é a opção que vence a maioria das comparações par a par. O método de Schulze, também conhecido como "redução sequencial de Schwartz") e pares ordenados são dois métodos de Condorcet recentemente criados que satisfazem um grande número de critérios de sistemas de votação.

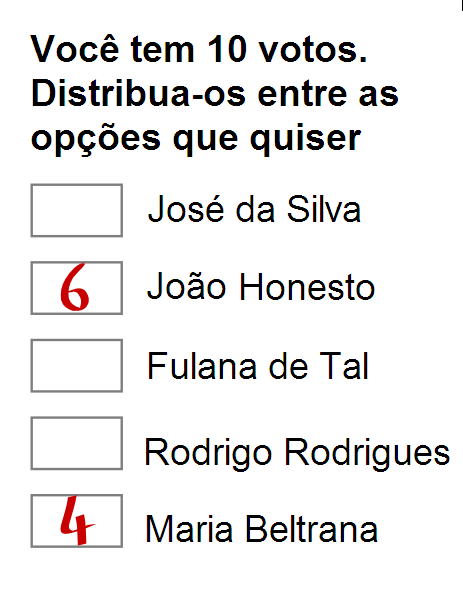
Esse estilo de cédula, usado na votação cumulativa, permite ao votante dividir seu voto entre diversos candidatos.

### Métodos de Votação por Nota
As cédulas de votação por nota permitem mais flexibilidade que as cédulas ordenadas, mas existem poucos métodos que as usam. Cada votante dá uma pontuação para cada opção; as notas podem ser numéricas (por exemplo, de 0 a 100), ou podem ser conceitos como A/B/C/D/F.
Na votação por nota numérica, os votantes dão notas numéricas para cada opção, e a opção com o maior total vence. A votação por aprovação pode ser vista como um caso particular da votação por nota numérica, onde as únicas notas permitidas são 0 e 1.
A votação cumulativa restringe a nota diferentemente, por exigir que o total de pontos numa cédula não sejam maiores que um certo valor. A votação cumulativa é um meio comum de fazer eleições em que os votantes tenham poder de voto desigual, como em setor corporativo, onde vale a regra de "quanto maior a participação, maior o voto". A votação cumulativa também é usada como um método para múltiplos vencedores, como em eleições para um conselho.
Cédulas com nota podem ser usadas em métodos de votação ordenada, caso o método permita posições idênticas para opções diferentes. Alguns métodos ordenados supõem que todas as posições numa cédula são distintas, mas muitos votantes podem preferir por mais de um candidato com a mesma nota numa cédula de votação por nota.

## Métodos de Múltiplos Vencedores

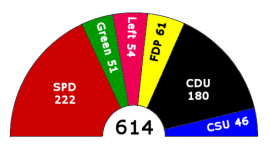
Vagas para cada partido nas Eleições alemãs de 2005, um exemplo de sistema de votação proporcional.

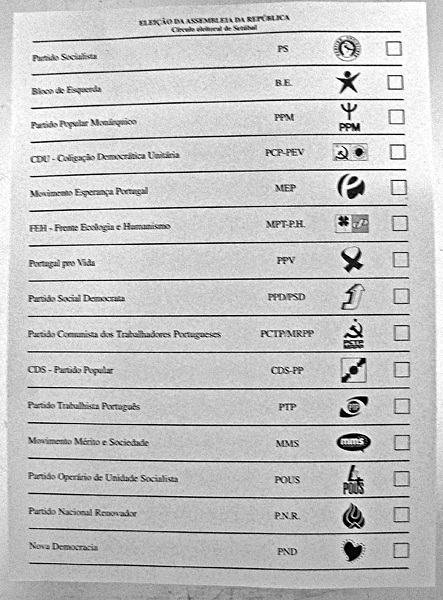
Boletim de voto para a Assembleia da República, círculo de Setúbal, Portugal, 2009.

Um voto com múltiplos vencedores, como a eleição de uma legislatura, tem efeitos práticos diferentes de uma votação com único vencedor. Frequentemente, os participantes de uma eleição de vários vencedores estão mais interessados com a composição partidária da legislatura do que exactamente quais candidatos foram eleitos. Por esta razão, muitos sistemas para múltiplos vencedores adotam a representação proporcional, que significa que se um dado partido (ou qualquer outro agrupamento político) adquire X% dos votos, então ele também deve conseguir aproximadamente X% dos assentos na legislatura. Nem todos os sistemas de votação para múltiplos vencedores são proporcionais.

### Métodos Não Proporcionais e Semiproporcionais
Muitos métodos de votação para múltiplos vencedores são simples extensões de métodos de vencedor único, sem qualquer objetivo explícito de produzir um resultado proporcional. No sistema majoritário plurinominal, o votante escolhe N opções, e os N mais votados vencem. Por causa das possibilidades de vitórias em avalanche por um único partido eleitoral, a votação majoritária plurinominal não é proporcional. Dois métodos para pluralidade semelhantes são o método do voto uninominal intransferível, onde o votante vota em somente uma opção, e a votação cumulativa, descrita acima. Ao contrário da votação majoritária plurinominal, eleições usando voto uninominal intransferível ou votação cumulativa podem alcançar a proporcionalidade se os votantes usarem a votação tática ou nomeação estratégica.
Pelo fato de eles estimularem resultados proporcionais sem necessariamente garanti-los, o voto único intransferível e a votação cumulativa são classificados como semiproporcionais. Outros métodos que podem ser vistos como semiproporcionais são os métodos mistos, que combinam os resultados de uma votação plural e de uma eleição por lista partidária (descrita abaixo). A votação paralela é um exemplo de método misto porque somente é proporcional para um subconjunto de vencedores.

### Métodos Proporcionais
Os métodos verdadeiramente proporcionais fazem alguma garantia de proporcionalidade fazendo com que cada opção vencedora representa aproximadamente o mesmo número de votos. Esse número é chamado de cota. Por exemplo, se a cota é 1000 votos, então cada candidato eleito reflete a opinião de 1000 votantes, com uma margem de erro. Isso pode ser usando o índice Gallagher.
A maioria dos sistemas proporcionais em uso são baseados na representação proporcional partidária, em que os votantes escolhem partidos ao invés de candidatos individuais. Para cada cota de votos que um partido recebe, um de seus candidatos ganha um assento na legislatura. Os métodos diferem em como a cota é determinada ou, equivalentemente, como as proporções de votos são arredondadas para preencher o número de assentos.
Os métodos de alocação de vagas podem ser agrupados em métodos da médias mais altas e métodos dos restos maiores. O método dos restos maiores encontra uma determinada cota baseada no número de votantes, enquanto o método das médias mais altas determinam a cota indiretamente, dividindo o número de votos que os partidos recebem por uma sequência de números.
Independentemente do método usado para distribuir vagas, os sistemas de lista partidária podem ser de lista aberta ou lista fechada. Em um sistema de lista aberta, os votantes decidem quais candidatos de um partido ganham os assentos. Em um sistema de lista fechada, os assentos são alocados aos candidatos numa ordem fixa que o partido escolhe. O sistema de representação proporcional mista é um método misto que somente usa uma lista partidária para um subconjunto dos vencedores, preenchendo outras vagas com os vencedores das eleições regionais, assim tendo características tanto de listas abertas quanto fechadas.
Em contraste com os sistemas de lista partidária, o voto uninominal transferível é um sistema de representação proporcional em que os votantes ordenam candidatos individuais em ordem de preferência. Ao contrário dos sistemas de lista partidária, o voto uninominal  transferível não depende de se os candidatos estão agrupados em partidos políticos. Os votos são transferidos entre os candidatos de modo semelhante ao do voto com turnos instantâneos, mas ao invés de transferir os votos de candidatos que são eliminados, os votos excedentes são transferidos de candidatos que já alcançaram a cota.

### Métodos Semiproporcionais
Um método mais simples chamado votação cumulativa é um sistema de votação semiproporcional em que cada votante tem n votos, onde n é o número de vagas a serem preenchidas. Os votantes podem distribuir porções de seus votos entre um conjunto de candidatos, todos para um único candidato, ou mais de um. Ele é considerado um sistema proporcional que permite que uma coligação tenha que representar uma fração m/(n+1) dos votantes para garantir que sejam eleitos m assentos numa eleição para 'n assentos. Por exemplo, numa eleição para 3 vagas, 3/4 dos votantes (se unidos em 3 candidatos) podem garantir o controle de todas as três vagas (a fim de comparação, no voto majoritário plurinominal bastando apenas  (50%+1) dos votos para garantir controle de todos os assentos.)
O voto cumulativo é um meio comum de prover eleições em que os votantes tem poderes de voto diferentes, como em uma instituição com a regra de votação proporcional ao poder acionário. A votação cumulativa também é usada como método para múltiplos vencedores, como em eleições para um conselho corporativo.
A votação cumulativa não é totalmente proporcional porque sofre do mesmo efeito spoiler da votação plural sem um segundo turno. Um grupo de eleitores com opiniões parecidas, mas divididos entre "candidatos demais" podem ter insucesso em eleger qualquer candidato, ou eleger menos que o correspondente para seu tamanho numérico. O nível de proporcionalidade depende de quão os votos são bem coordenados.
A votação limitada é um método para múltiplo vencedores que fornece aos votantes menos votos que o número de vagas a ser decididas. A forma mais comum e simples de votação limitada é o voto uninominal intransferível. Ele pode ser considerado uma variante especial da votação cumulativa onde o voto não pode ser dividido em mais de um candidato. Ele depende de distribuições estatísticas dos votantes para que simular as possibilidades de escolha que a  votação cumulativa permitia para votantes avulsos.
Por exemplo, numa eleição para 4 vagas, um candidato precisa de 20% dos votos para garantir sua vitória. Um eleitorado de 40% pode garantir 2 vagas na votação cumulativa simplesmente com cada votante dividindo seus votos igualmente entre 2 candidatos. Em comparação no voto uninominal intransferível, cada candidato teria que alcançar individualmente 20% dos votos. Isso poderia ser alcançado se, por exemplo, cada eleitor decidisse no cara ou coroa em qual dos dois candidatos dessa coligação escolher. Essa limitação simplifica o voto e a contagem, ao custo de uma maior imprevisibilidade dos resultados.

## Critérios de Avaliação de Sistemas de Votação
No mundo real, as atitudes em relação aos sistemas de votação são altamente influenciados pelo impacto que esses sistemas podem causar entre os seus defensores e opositores. Isso pode tornar difícil a avaliação objetiva dos sistemas de votação. Para comparar esses sistemas honestamente e independentemente de ideologias políticas, os teóricos em votações usam critérios de sistemas de votação, que definem matematicamente propriedades desejáveis de sistemas de votação.
É impossível para um sistema de votação satisfazer todos os critérios mais comuns. O economista Kenneth Arrow provou o teorema da impossibilidade de Arrow, que demonstra que várias características desejáveis de sistemas de votação são mutuamente contraditórias. Por esta razão, ao se avaliar um sistema de votação, é necessário decidir quais as características são mais importantes para determinada eleição.
Usar critérios para comparar sistemas não torna a comparação completamente objetiva. Por exemplo, é relativamente fácil inventar um critério que é satisfeito por um método de votação preferido, e muitos poucos outros além dele. Fazendo isso, alguém pode construir um argumento viciado para esse critério, ao invés de avaliar o método em si. Ninguém tem uma autoridade irrefutável de quais critérios devem ser considerados, mas os seguintes são alguns critérios que são considerados desejáveis por muitos teóricos de votações:
- Critério da maioria — Se existe uma maioria que prefere um único candidato, ele sempre vence se essa maioria votar sinceramente?
- Critério da monotonicidade — É impossível fazer com que um candidato vencedor perca se sua avaliação melhorar, ou causar que um candidato derrotado ganhe tornando-a pior?
- Critério da consistência — Se o eleitorado está dividido em dois e uma escolha vence em ambas as partes, ela vence no eleitorado como um só?
- Critério da participação — É sempre melhor votar honestamente que não votar? (Este está agrupado com o critério semelhante mas distinto da consistência na tabela abaixo)
- Critério de Condorcet — Se um candidato vence todo outro candidato numa comparação em pares, esse candidato sempre vence?
- Critério do perdedor de Condorcet — Se um candidato perde para todo outro candidato numa comparação em pares, ele sempre perde?
- Independência de alternativas irrelevantes — O resultado é o mesmo com a adição e a remoção de candidatos não vencedores?
- Independência de clones — O resultado é o mesmo se candidatos idênticos aos existentes fossem adicionados?

A tabela seguinte mostra quais dos critérios são satisfeitos por muitos métodos de vencedor único, listados aproximadamente na ordem em que são comumente usados.
|                     | Maioria | Monotonicidade | Consistência & Participação | Condorcet | Perdedor de Condorcet | Independência de alternativas irrelevantes | Independência de clones      |
| ------------------- | ------- | -------------- | --------------------------- | --------- | --------------------- | ------------------------------------------ | ---------------------------- |
| Maioria simples     | Sim     | Sim            | Sim                         | Não       | Não                   | Não                                        | Não (divisão de votos)       |
| Dois turnos         | Sim     | Não            | Não                         | Não       | Sim                   | Não                                        | Não (divisão de votos)       |
| Turnos instantâneos | Sim     | Não            | Não                         | Não       | Sim                   | Não                                        | Sim                          |
| Aprovação           | Não     | Sim            | Sim                         | Não       | Não                   | Sim                                        | Ambíguo                      |
| Votação por nota    | Não     | Sim            | Sim                         | Não       | Não                   | Sim                                        | Ambíguo                      |
| Borda               | Não     | Sim            | Sim                         | Não       | Sim                   | Não                                        | Não (candidatura de aliados) |
| Método Condorcet    | Sim     | Sim            | Não                         | Sim       | Não                   | Não                                        | Não (divisão dos votos)      |
| Schulze             | Sim     | Sim            | Não                         | Sim       | Sim                   | Não (ver nota)                             | Sim                          |
| Pares ordenados     | Sim     | Sim            | Não                         | Sim       | Sim                   | Não (ver nota)                             | Sim                          |

Além dos critérios acima, os sistemas de votação também são julgados com critérios que não são matematicamente precisos mas que ainda são importantes, como simplicidade, velocidade de contagem, potencial para fraude ou resultados controversos, oportunidade para voto tático ou candidatura estratégica, e, para métodos de múltiplos vencedores, o grau de proporcionalidade produzido.
Também é possível simular uma grande quantidade de votações virtuais em um computador e ver como vários sistemas de votação se comportam. Nessas simulações, ao contrário das eleições reais, é possível ver "por dentro da mente dos votantes" e então medir os resultados em termos da satisfação dos votantes, uma medida referida como "arrependimento bayesiano". Algumas simulações são sensíveis a suposições sobre a qualidade dos candidatos, voto estratégico, e pesquisas pré-eleição; e eles não podem medir o efeito que um sistema de votação tem sobre a campanha; mas elas podem dar os melhores e piores casos para cada sistema de votação de modo relativamente objetivo. A maior dessa simulações , executada por um simpatizante da votação por nota, encontrou que os únicos sistemas acima potencialmente significativamente melhores (isto é, que levam a menos voto tático, algo não medido por este modelo) que a votação por nota são a própria votação por nota, Borda, Minimax, Schulze, e Pares ordenados. A maioria dos sistemas mostraram alguma vantagem potencial sobre o voto plural, em muitos casos maiores que as vantagens da votação plural sobre a monarquia.
A Comissão Real do Sistema Eleitoral da Nova Zelândia listou dez critérios para a avaliação de possíveis novos sistemas eleitorais para a Nova Zelândia. Esses incluíam não favorecer partidos políticos em detrimento de outros, representação efetiva de minorias ou grupos de interesse especial, integração política, participação efetiva dos votantes e legitimidade.

## Sistemas

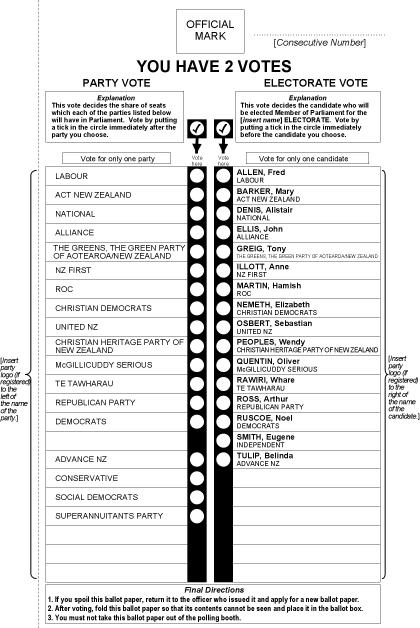
Cédula com sistema misto de votação na Nova Zelândia.

A maioria dos sistemas de votação pertence a uma das categorias seguintes, ou são um híbrido de duas ou mais de entre elas:
- Contagem de Borda
- Voto majoritário
- Voto por nota
- Voto uninominal transferível
- Voto majoritário transferível
- Voto proporcional
- Voto por aprovação
- Método de Condorcet
- Votação cumulativa
- Método Imperiali

## História

### Início da Democracia
O voto é utilizado como característica básica da democracia desde o século VI a.C., quando a democracia foi introduzida pela democracia ateniense. Uma das primeiras eleições registradas em Atenas era o voto majoritário para o qual a vitória era indesejada: no processo chamado ostracismo, os votantes escolhem o cidadão que será exilado por dez anos. A maioria das eleições no início da história da democracia foram conduzidas usando voto majoritário ou alguma variante, mas com uma exceção, o Estado de Veneza no século XII adotou o sistema que conhecemos atualmente como voto por aprovação para eleger seu Grande Conselho.
O sistema veneziano para a eleição do Doge de Veneza era um processo particularmente complexo, consistindo de cinco turnos de sorteio e cinco turnos de voto por aprovação. Para o sorteio, um grupo de 30 eleitores era escolhido, que era reduzido a 9 eleitores por um novo sorteio. O colégio eleitoral de 9 membros elegia 40 pessoas por voto por aprovação; esses 40 eram reduzidos para formar um segundo colégio eleitoral de 12 membros por um novo sorteio. O segundo colégio eleitoral elegia 25 pessoas por votação por aprovação, que era reduzido para formar um terceiro colégio eleitoral de 9 membros por sorteio. O terceiro colégio eleitoral elegia 45 pessoas, que era reduzido para formar um quarto colégio eleitoral de 11 por sorteio. Eles escolhiam um corpo eleitoral final de 41 membros, que finalmente elegiam o Doge. Apesar de sua complexidade, o sistema tinha certas propriedades desejáveis como ser difícil de manipular e garantir que o vencedor refletia as opiniões tanto da fação majoritária como da minoritária. Esse processo foi usado como pouca modificação de 1268 até o fim da República de Veneza em 1797, e foi um dos fatores que contribuiu para a durabilidade da república.

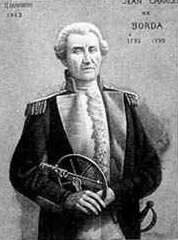
Jean-Charles de Borda, um pioneiro na teoria do voto.

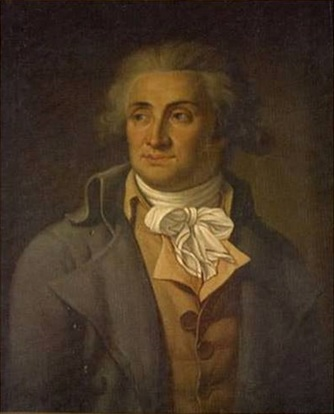
O Marquês de Condorcet, outro pioneiro na teoria do voto.

### Fundações da Teoria do Voto
A teoria do voto se tornou objeto de estudo acadêmico na época da Revolução Francesa. Jean-Charles de Borda propôs a contagem de Borda em 1770 como um método para eleger membros da Academia Francesa de Ciências. Seu sistema foi criticado pelo Marquês de Condorcet, que ao invés disso propôs um método de comparação par-a-par que ele tinha confeccionado. As implementações desse método são conhecidas como métodos de Condorcet. Ele também escreveu sobre o paradoxo de Condorcet, que ele chamou de intransitividade das preferências da maioria.
Enquanto Condorcet e Borda sejam, usualmente, creditados como os fundadores da teoria do voto, pesquisas recentes têm mostrado que o filósofo Ramon Llull descobriu tanto a contagem de Borda quanto um método par-a-par que satisfazia o critério de Condorcet no século XIII. Os manuscritos em que ele descreveu esses métodos tinha sido perdidos para a história até que foram redescobertos em 2001.
Posteriormente, no século XVIII, o tópico relacionado de representação geográfica começou a ser estudado. O ímpeto pela pesquisa de métodos justos de representação veio, de fato, pela Constituição dos Estados Unidos, que ordenou que os assentos na Câmara dos Representantes dos Estados Unidos tivessem de ser alocados entre os estados proporcionalmente à sua população, mas não especificou como. Uma variedade de métodos foram propostos por estadistas como Alexander Hamilton, Thomas Jefferson, e Daniel Webster. Alguns dos métodos de representação geográfica descobertos nos Estados Unidos foram redescobertos na Europa no século XIX, como métodos de alocação para o sistema recentemente proposto de representação proporcional. O resultado é que muitos métodos de representação têm dois nomes: por exemplo, o método de Jefferson é o mesmo que o método de Hondt, e o método de Webster é o método de Sainte-Laguë.
O sistema de voto uninominal transferível foi criado por Carl Andrae na Dinamarca em 1855, e também na Inglaterra por Thomas Hare em 1857. Suas descobertas podem ter sido independentes ou não. Eleições com o voto uninominal transferível foram feitas pela primeira vez na Dinamarca em  1856, e na Tasmânia em 1896 após seu uso ser promovido por Andrew Inglis Clark. A representação proporcional de lista partidária foi implementada primeiramente para eleger legislaturas europeias no século XX, com a Bélgica implementando-a pela primeira vez em 1900. Desde então, métodos proporcionais e semiproporcionais tem sido usados em quase todos os países democráticos, exceto em sua maioria pelas antigas colônias britânicas